# 本郷美則
本郷 美則（ほんごう よしのり、1934年5月9日 - 2020年7月28日）は、日本の時事評論家、元朝日新聞記者、研修所長。

## 経歴
北海道室蘭市生まれ。早稲田大学政治経済学部新聞学科卒。朝日新聞入社。同期には本多勝一や筑紫哲也がいる。社会部や整理部などを経て、研修所長を務めた。1994年（平成6年）の退社後は執筆活動を行う。
日本文化チャンネル桜に出演し、マスメディアの問題点や朝日新聞に関する問題について論じている。
2020年7月28日、神奈川県鎌倉市にて死去。86歳没。

## 主張
2007年に第1次安倍内閣への朝日新聞の報道姿勢に対して
として批判している。

## 著作
- 『新聞が危ない』（文春新書、2000年12月）
- 『前立腺癌を切らずに治した』（文藝春秋、2003年7月）
- 『首都壊滅!―東京が核攻撃された日』（ワック、2007年10月)